# Бет Ревис
Бет Ревис (на английски: Beth Revis) е американска писателка на бестселъри в жанра фентъзи и научна фантастика.

## Биография и творчество
Елизабет „Бет“ Ревис е родена на 3 октомври 1981 г. в Северна Каролина, САЩ. Израства с четене на фантастични и криминални романи на писателите К. С. Луис и Агата Кристи. Започва да пише още в гимназията. Завършва Държавният университет на Северна Каролина с бакалавърска степен по английски език и с магистърска степен по английски език и история.
След дипломирането си работи като учителка. Заедно с работата си преследва мечтата си да пише романи, като 10 от тях последователно са били отхвърляни от издателствата.
Първият ѝ фантастичен роман „През Вселената“ от едноименна поредица е публикуван през 2011 г. Седемнайсетгодишната Ейми се събужда от дълъг криогенен сън на космическия кораб „Благословеният“ отнасящ ги навътре в космическото пространство към нова планета. Сред огромното пространство на кораба тя трябва да се пребори със зложелателите и да поведе кораба и пътниците му към тяхното ново бъдеще. Книгата веднага става бестселър.
Бет Ревис живее със семейството си в Юниън Милс, Северна Каролина.

## Произведения

### Самостоятелни романи
- Violent Ends (2015) – с Кендар Блейк, Дерек Блайт, Стив Брезиноф, Далила Доусън, Шон Дейвид Хътчинсън, Том Левин, Хана Московиц, Брендън Шустерман, Нийл Шустерман, Синтия Смит и Къртни Съмърс
- A World Without You (2016)

### Серия „През Вселената“ (Across the Universe)
1. Across the Universe (2011)
През Вселената, изд.: ИК „Колибри“, София (2013), прев. Милена Томова
2. A Million Suns (2012)
3. Shades of Earth (2013)

#### В света на „През Вселената“
- As They Slip Away – новела
- After – разказ
- Shards and Ashes – разказ
- The Body Electric (2014) – роман

### Новели
- The Girl & the Machine (2015)

### Сборници
- The Future Collection (2015)
- Among the Shadows (2015) – с Жоел Чарбоно, Джефри Джирард, Юстина Ирланд, Лидия Канг, Р. К. Люис и Гретхен Макнийл

### Документалистика
- Paper Hearts, Volume 1 (2015)
- Paper Hearts, Volume 2 (2015)
- Paper Hearts, Volume 3 (2015)